# Лукьянов, Владимир Сергеевич (учёный)
Владимир Сергеевич Лукья́нов (1902—1980) — советский учёный, создатель гидравлического интегратора Лукьянова.

## Биография
Родился 4 (17 марта) 1902 года в Москве в семье страхового агента.
В 1919 году окончил Московскую классическую гимназию и поступил на строительный факультет МИИПС. После окончания института в 1925 году, Лукьянов получил специальность инженера путей сообщения и по распределению приехал на строительство железных дорог Троицк — Орск и Карталы — Магнитная. Трудовую деятельность начал младшим инженером, вскоре стал начальником дистанции пути. Проработав пять лет на строительстве и в проектных организациях, в 1930 году Лукьянов перешёл на научную деятельность в Центральный институт путей и строительства НКПС СССР, где занимался вопросами расчета температурных режимов в бетонных конструкциях.
В 1934 году он разработал принцип гидравлических аналогий и в 1936 году реализовал первый «одномерный гидравлический интегратор» — ИГ-1, устройство, предназначенное для решения дифференциальных уравнений, действие которого основано на протекании воды. В дальнейшем подобные устройства применялись во многих организациях и использовались до середины 1980-х годов. В 1930-е годы это была единственная в СССР вычислительная машина для решения дифференциальных уравнений в частных производных. В сороковые годы им были сконструированы двухмерный и трехмерный гидроинтеграторы.
В 1955 годы на Рязанском заводе счётно-аналитических машин (с заводской маркой «ИГЛ» — интегратор гидравлический системы Лукьянова) начался серийный выпуск интеграторов, сконструированных Лукьяновым, и поставка их как за границу — в Чехословакию, Польшу, Болгарию и Китай, так и в СССР, где они получили широкое распространение. Так, с их помощью были проведены расчеты проекта Каракумского канала в 1940-е годы и строительства БАМа в 1970-х годах. Гидроинтеграторы успешно использовались в геологии, шахтостроении, металлургии, ракетостроении и других областях. В настоящее время два гидроинтегратора Лукьянова хранятся в Политехническом музее.
Умер 17 января 1980 года.

## Дети
Александр (физик, 25 августа 1928), Алексей (геолог, 9 марта 1930), Михаил (врач, 8 ноября 1932).

## Награды и премии
- Сталинская премия третьей степени (1951) — за создание гидравлических интеграторов для технических расчётов и исследований
- орден Трудового Красного Знамени
- медали